# Eric Linklater
Eric Robert Russell Linklater (8. března 1899, Penarth, Wales – 7. listopadu 1974, Aberdeen) byl skotský spisovatel, autor románů, knih o vojenské historii, povídek, cestopisů a fantasy románů pro děti. V roce 1944 obdržel Carnegie Medal, britské ocenění za literaturu pro děti a mládež za knihu The Wind on the Moon.

## Život
Linklater se narodil v Penarthu, Vale of Glamorgan ve Walesu v rodině námořníka Roberta Baikie Linklatera (1865–1916), pocházejícího ze skotského souostroví Orkneje a jeho ženy Mary Elizabeth Youngové (1867–1957). Oba rodiče měli skandinávské předky, dědeček z matčiny strany byl švédský námořní kapitán. Příjmení Linklater je odvozeno ze staré norštiny a na Orknejích je poměrně rozšířené. Vřelý zájem o Skandinávii si spisovatel udržel po celý život.
Gymnázium a univerzitu navštěvoval v Aberdeenu, kde byl po dobu studia předsedou studentského debatního klubu (President of the Aberdeen University Debater).
V letech 1917–1918 sloužil v Black Watch, třetím praporu Skotského královského pluku (3rd Battalion, Royal Regiment of Scotland), kde byl raněn. Poté se stal snajprem. Zkušenosti ze zákopové války zaznamenal v knize The Impregnable Women z roku 1938, popisující imaginární válku s Francií a také v autobiografickém románu Fanfare for a Tin Hat z roku 1970.
Ještě během studií na univerzitě napsal Linklater v roce 1922 první hudební komedii Stella, Bajanella pro studentské představení. Začal studovat lékařství, ale promoval z anglické literatury. Po studiích strávil dva roky (1925–1927) v Bombaji v Indii jako zástupce šéfredaktora deníku The Times of India a pak cestoval. V letech 1928–1930 pobýval v USA na Cornell University a na Kalifornské univerzitě v Berkeley.
Spisovatel započal svoji literární dráhu v roce 1929. Velkou popularitu si získal se svým třetím románem Juan in America (1931). Hlavní hrdina románu, Angličan Juan Motley, literární pokračovatel Byronova Dona Juana, se ocitá v Americe v období prohibice a rozmáhajícího se gangsterství a prožívá zde řadu pitoreskních situací. Stejný hrdina vystupuje i v jeho románu z roku 1937 Juan in China. Eric Linklater napsal také tři knihy pro děti, The Wind on the Moon (1944), The Pirates in the Deep Green Sea (1949) a Karina With Love (1958). Za první z nich, která se nevyhýbá ani vážnějším tématům získal v roce 1944 Carnegie Medal.
Jeho sympatie ke Skotsku vedly k jeho účasti v literárním hnutí Scottish Renaissance i politické angažovanosti. Ta vyvrcholila jeho neúspěšnou kandidaturou za National Party of Scotland ve volbách do East Five v roce 1933.
Svůj postoj k válce a k morálním důsledkům diplomacie popsal v románu Judas (1939). Zážitky z Druhé světové války, kdy bojoval v letech 1944–1945 v Itálii se staly podkladem jeho románu Private Angelo (1946).
V roce 1947 se vrátil do Skotska a usadil se v Pitcalzean House, poblíž Hill of Fearn v kraji Ross–shire. Věnoval se hlavně psaní knih o vojenské historii a autobiografii. V roce 1951 odešel do Korey jako dočasný podplukovník. V roce 1952 vydal knihu Our Men in Korea.
Eric Linklater zemřel v Aberdeenu dne 7. listopadu 1974 a byl pohřben v Harray, Mainland, Orkneje.

### Rodina
Eric Linklater se 1. června 1933 oženil s Marjorie MacIntyre (1909–1997) z Edinburghu, vystudovanou herečkou a aktivistkou v oblasti umění a životního prostředí. Jeho žena se později stala aktivní v místní politice a na Scottish Arts Council (1957–1963). Měli čtyři děti. Jejich starší syn Magnus Linklater (narozen 1942) je novinář, bývalý šéfredaktor deníku The Scotsman a jejich druhý syn Andro Linklater (1944–2013) byl také spisovatel a novinář. Jejich starší dcera Alison (* 1934), je umělkyně. Mladší dcera, Kristin Linklater (* 1936) je herečka a hlasová pedagožka. Její syn Hamish Linklater, vnuk Erica Linklatera, je americký filmový herec.

## Dílo
| Romány - 1929 White Maa's Saga - 1929 Poet's Pub - 1931 Juan in America - 1932 The Men of Ness - 1933 The Crusader's Key - 1934 Magnus Merriman - 1935 Ripeness is All - 1937 Juan in China - 1938 The Impregnable Women - 1939 Judas - 1946 Private Angelo - 1947 Sealskin Trousers and Other Stories - 1949 A Spell for Old Bones - 1950 Mr Byculla - 1951 Laxdale Hall - 1953 The House of Gair - 1956 The Dark of Summer - 1956 The Faithful Ally - 1957 A Sociable Plover and other Stories and Conceits - 1963 A Man Over Forty - 1966 A Terrible Freedom - 1992 The Goose Girl and Other Stories Biografie, historie vojenství a cestopisy - 1931 Ben Jonson and King James: Biography and Portrait) | - 1934 Mary: Queen of Scots - 1934 Robert the Bruce - 1941 The Man on My Back (autobiografie) - 1941 The Northern Garrisons - 1941 The Defence of Calais - 1942 The Highland Division - 1952 Figures in a Landscape - 1953 A Year of Space - 1955 The Ultimate Viking - 1965 Orkney and Shetland - 1965 The Prince in the Heather - 1966 The Conquest of England - 1968 The Survival of Scotland - 1970 Fanfare for a Tin Hat. A Third Essay in Autobiography - 1972 The Voyage of the Challenger - 1977 The Campaign in Italy Pro děti - 1944 The Wind on the Moon - 1949 The Pirates in the Deep Green Sea - 1958 Karina With Love Ostatní - 1929 The Devil's in the News (drama) - 1930 A Dragon Laughed & other poems - 1935 Ripeness is All - 1959 The Merry Muse |

### České překlady
- 1936 Hostinec „U básníka“ (Poet's Pub), překlad: Zdeňka Hofmanová, Alois Srdce, Praha
- 1936 Zralost nade vše (Ripeness is All), překlad: Zdeňka Hofmanová, Václav Petr, Praha
- 1937  Juan v Číně (Juan in China), překlad: Běla Vrbová-Pavlousková, Evropský literární klub, Praha
- 1943 Juan v Americe (Juan in America), překlad: Zdeněk Jerman, Literární a umělecký klub: Orbis, Praha
- 1947 Britannie osamocená (Britain isolated), autoři: Jan Hay, Eric Linklater a britští zpravodajové, překlad: O. Schmidt, M. Janáčková a V. Jakeschová, Universum, Praha
- 1948 Odvaha vojína Angela (Private Angelo), překlad: Vilém Werner, ELK, Praha
- 1948 Rozprava nad mračny (povídky), překlad: Jiří Benda, Naše vojsko, Praha
- 1949 Vikingové (Men of Ness), překlad: Ivan Růžička, Plzákovo nakladatelství, Praha

### Filmové adaptace
- 1949 Private Angelo (podle stejnojmenného románu), režie: Michael Anderson
- 1949 Poet's Club (podle stejnojmenného románu), režie: Frederick Wilson
- 1953 Gefährlicher Urlaub (scénář The Men Between: Eric Linklater), režie: Carol Reed
- 1953 Scotch on the Rocks (podle románu Laxdale Hall), režie: John Eldridge
- 1984 Samson and Delilah (TV film podle románu Husband of Delilah), režie: Lee Philips

## Ocenění
Eric Linklater působil jako rektor Univerzity v Aberdeenu v letech 1945–48 a obdržel čestný titul v následujícím roce. V roce 1954 byl jmenován komandérem (CBE) Řádu britského impéria. V letech 1968–73 působil jako záložní poručík v kraji Ross and Cromarty a v roce 1971 byl zvolen kolegy do Edinburské královské společnosti).